# Lady Marian

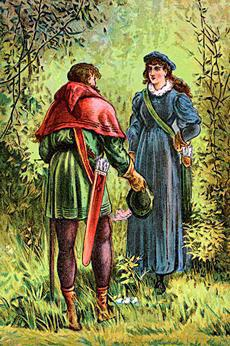
Robin Hood i Lady Marian (pòster, h. 1880).

Lady Marian (o Marion) és l'interès amorós del llegendari bandoler Robin Hood, un dels principals personatges al folklore anglès. Marian era a l'origen una figura "pastora" associada a les Festes de Maig, per posteriorment protagonitzar el seu rol de noble que la va caracteritzar fins al dia d'avui. El seu paper com a interès amorós de Robin Hood es remunta a, almenys, el segle xvi.

## Història
Lady Marian era originalment un personatge dels jocs que es realitzaven a les Festes de Maig (que tenien lloc entre maig i principis de juny, en general al voltant de Pentecosta) i, de vegades, se la associa amb la Reina o Dama de Maig de les mateixes festivitats. Jim Lees, a The Quest for Robin Hood, suggereix que Lady Marian era originalment una personificació de la Mare de Déu. Tant un "Robin" com una "Marian" es van associar amb les Festes de Maig al segle xv, però aquestes figures eren, aparentment, part de tradicions separades: Marian de les Festes de Maig és probable que derivi d'una llegenda francesa d'una pastora anomenada Marion i el seu pastor i amant Robin, tal com apareixen en l'obra musical Le Jeu de Robin et Marion d'Adam de la Halle, al voltant de l'any 1283. No és clar si existeix una relació primerenca entre el personatge de Robin Hood i el Robin de les Festes de Maig, però es van transformar en un en ser associats amb el personatge de Marian al segle xvi. Marian es va mantenir associada amb les celebracions de Maig, fins i tot després que l'associació de Robin Hood amb les festes va ser oblidada. El Robin Hood d'èpoques primerenques també posseeix un caràcter pastoral a Robin Hood's Birth, Breeding, Valor, and Marriage, una de les tradicionals Child Ballads recopilades posteriorment al segle XIX; on la seva parella és "Clorinda, la Reina de les Pastores". Clorinda sobreviu en algunes històries posteriors com un àlies de Marian.
Per a finals del segle xvi, el personatge de Robin Hood pren un caire més aburgesat, sent retratat com un històric noble malfactor. Des d'aquest moment, el personatge de Marian també pateix una transformació, convertint-se en part de la noblesa, conservant algunes característiques del seu personatge "pastor" de les Festes de Maig. En una obra isabelina, Anthony Munday va identificar a Marian amb Matilde, filla del noble Robert Fitzwalter, opositor al rei Joan I d'Anglaterra, que va haver de fugir d'Anglaterra a causa d'un intent d'assassinat planejat per aquest últim (atribuït als intents de Joan de seduir a Matilda). En històries posteriors de la llegenda, Marian se la anomena com "Marian Fitzwalter".

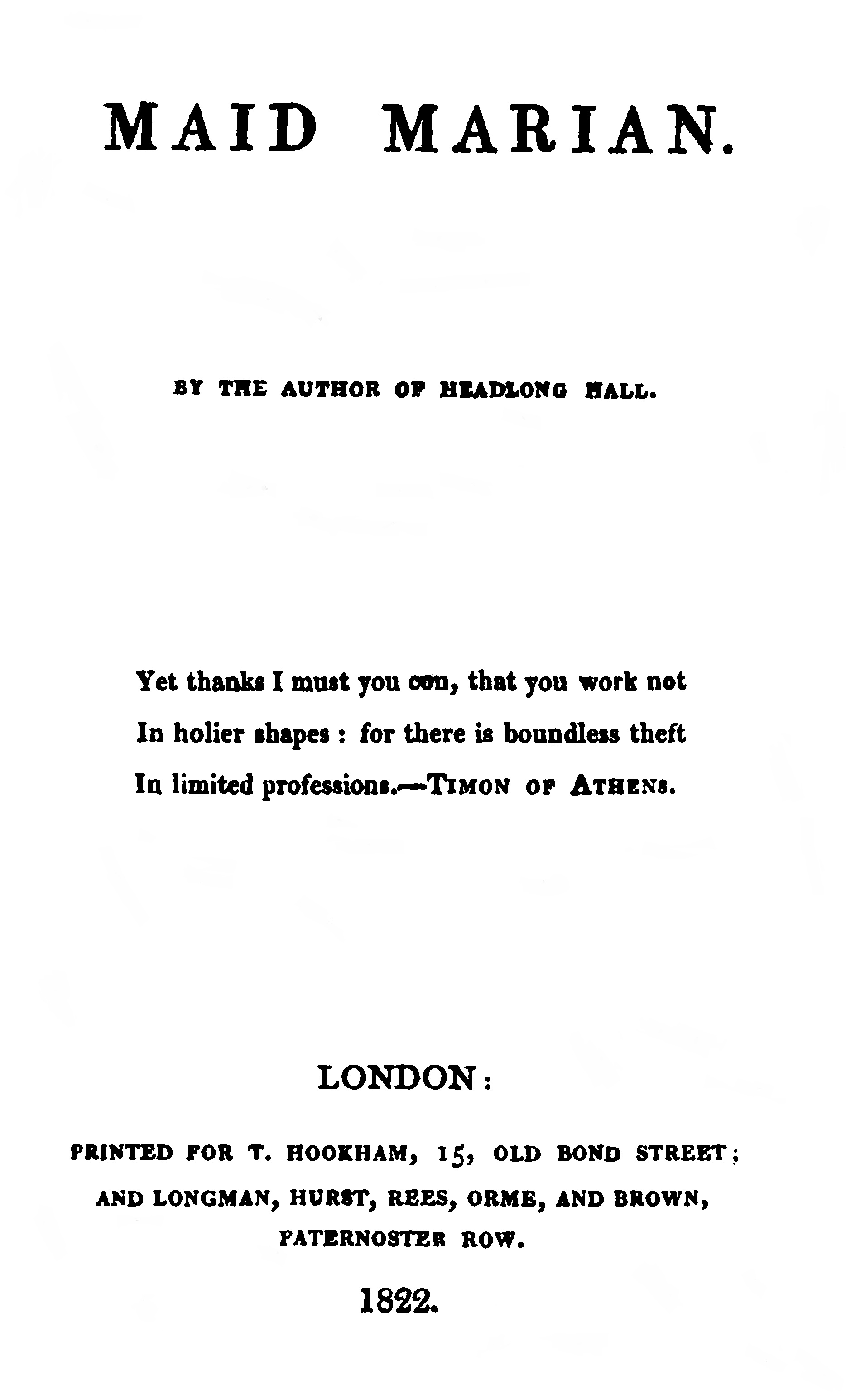
Primera pàgina de Maid Marian, novel·la de Thomas Love Peacock publicada l'any 1822.

Una altra Cill Ballad, que data del segle xvii i titulada Robin Hood and Maid Marian, a Marian se la caracteritza com "una fina dama que posseeix un títol noble", i que supera en bellesa a Helena de Troia i a Jane Shore. Separada del seu amant, ella comença a vestir-se com a escuder i recorre els boscos buscant trobar a Robin Hood, qui disfressat, comença a lluitar amb Marian. Tal com sol succeir en aquestes balades, Robin Hood perd la lluita d'una forma còmica, i Marian només el reconeix després d'això. Aquesta balada pertany a la tradició del comte de Huntington, una suposada "identitat històrica" de Robin Hood, que es remet a la fi del segle xvi.
Les adaptacions a la llegenda realitzades per la cultura popular del segle XX han ofert una imatge gairebé invariable de Lady Marian, identificant-la com una dona pertanyent a la noblesa, amb un caràcter masculí rebel. L'any 1938, Olivia de Havilland interpreta a Marian en la pel·lícula Les aventures de Robin Hood, caracteritzant-la com una dona valenta i lleial, i part de la cort real com a òrfena sota protecció del rei Ricard Cor de Lleó. Encara que amb qualitats pròpies d'una dama,el seu antagonisme inicial a Robin neix per l'aversió al robatori d'ella, no per un desdeny aristocràtic. En el film The Story of Robin Hood and His Merrie Men de 1952, se la caracteritza part de les dames d'honor de la regna mare Leonor d'Aquitània durant les Croades, però amb l'ambivalència d'escapar com un nen entremaliat al camp quan es presenta l'ocasió. A la pel·lícula d'animació de Disney de 1973 i l'èpica Robin Hood: Prince of Thieves de 1991, se la transforma en parent real: neboda dels reis Ricard i Joan, i cosina de Ricard, respectivament. Per la seva banda, en la sèrie de televisió de 2006, realitzada per la BBC, Marian és filla de l'ex-xèrif i estava casada amb Robin abans que ell anés a lluitar a Terra Santa.
Marian com sirventa és un altre personatge femení fort que ha fet d'ella una atenció popular en la ficció feminista. Theresa Tomlinson, en la sèrie de novel·les The Forestwife (1993-2000), la caracteritza com una noia normanda d'alt bressol que escapa d'un matrimoni arreglat; arribant al bosc de Sherwood, on es familiaritza amb Robin Hood i els seus homes.

## Literatura
Basats en el personatge fictici de Marian, han estat escrits diversos llibres, destacant:
- Maid Marian (1822) de Thomas Love Peacock
- Maid Marian (2004) d'Elsa Watson
- Lady of the Forest (1992) i Lady of Sherwood (1999) de Jennifer Roberson
- The Forestwife (1993-2000) de Theresa Tomlinson
- The Outlaws of Sherwood (1988) de Robin McKinley

## Interpretacions

### Cinema

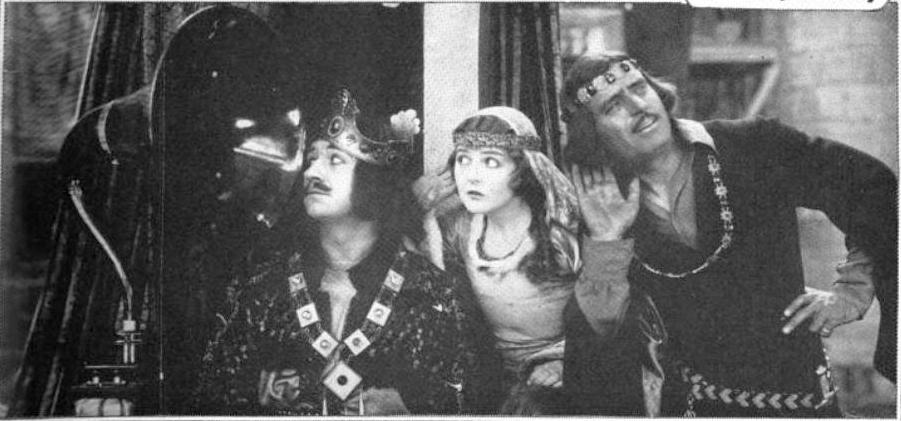
W. Beery, E. Bennett i D. Fairbanks al set de filmació de Robin Hood (1922).

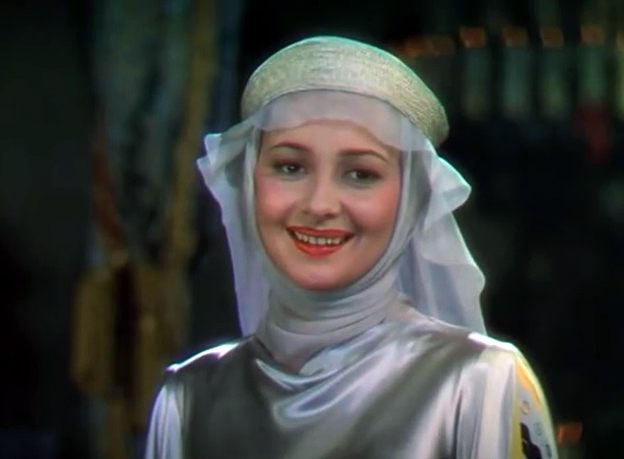
Olivia de Havilland com Marian a Les aventures de Robin Hood (1938).

| - Enid Bennett a Robin Hood (1922) - Olivia de Havilland a Les aventures de Robin Hood (1938) - Joan Rice a The Story of Robin Hood and His Merrie Men (1952) - Sarah Branch a Sword of Sherwood Forest (1960) - Barbara Rush a Robin and the 7 Hoods (adaptació de la llegenda, 1964) - Gay Hamilton a A Challenge for Robin Hood (1967) - Monica Evans i Nancy Adams a Robin Hood (animació, 1973) | - Audrey Hepburn a Robin and Marian (1976) - Uma Thurman a Robin Hood (1991) - Mary Elizabeth Mastrantonio a Robin Hood: Prince of Thieves (1991) - Amy Yasbeck a Robin Hood: Men in Tights (1993) - Cate Blanchett a Robin Hood (2010) - Grey DeLisle a Robin Hood - Ghosts of Sherwood (2011) - Eve Hewson a Robin Hood (2018) |

### Televisió
- Josée Richard a Robin Hood (minisèrie BBC, 1953)
- Bernadette O'Farrell i Patricia Driscoll a The Adventures of Robin Hood (sèrie, 1955)
- Judi Trott, a Robin of Sherwood (sèrie HTV, 1984-86)
- Kate Lonergan a Maid Marian and Her Merry Men (comèdia infantil BBC, 1989)
- Naoko Matsui a Robin Hood (animi, 1990)
- Anna Galvin i Barbara Griffin a The New Adventures of Robin Hood (sèrie, 1997)
- Kate Moss a Blackadder: Back & Forth (2000)
- Lucy Griffiths a Robin Hood (sèrie BBC, 2006)